# Ottawa Lady Senators
Die Ottawa Lady Senators sind ein kanadischer Fraueneishockeyclub aus Ottawa, Ontario, der 1998 als National Capital Raiders gegründet wurde und zwischen 1999 und 2007 an der National Women’s Hockey League und anschließend bis 2010 an der Canadian Women’s Hockey League teilnahm.

## Geschichte

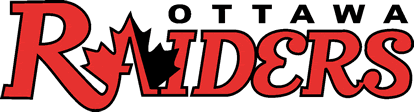
Logo der Ottawa Raiders

1998 nahmen die National Capital Raiders (auch NCCP Raider – National Capital Competitive Program) den Spielbetrieb in der damaligen Central Ontario Women’s Hockey League auf, die im Februar 1999 in National Women’s Hockey League umbenannt wurde.
In den ersten Jahren des Spielbetriebs verpassten die Raiders meist die Play-offs, erst in der Saison 2001/02 zogen sie als Sieger der Eastern Division in das Halbfinale um die NWHL-Meisterschaft ein. In den folgenden Jahren schieden die Raiders regelmäßig gegen die Axion de Montréal, der rivalisierenden Mannschaft der Eastern Division, in den Playoffs aus.
Nach der Saison 2006/07 stellte die NWHL den Spielbetrieb ein und wurde durch die neu gegründete Canadian Women’s Hockey League ersetzt. Als Gründungsmitglied der neuen Liga nannten sich die Raiders in Ottawa Capital Canucks um und zogen in die Sandy Hill Arena(im Zentrum Ottawas) um. Im Jahr 2008 fusionierte das Team der Canucks mit der Kanata Girls Hockey Association. Die neu entstandene Organisation wurde Ottawa Senators Women's Hockey Club genannt und wurde unter anderem vom NHL-Club der Ottawa Senators finanziert. Damals spielte die erste Mannschaft (Senior AAA) in der CWHL, das Intermediate-Team nahm am Spielbetrieb der Provincial Women’s Hockey League teil. Neue Heimat der Lady Senators war das Bell Sensplex in Kanata, einer Vorstadt von Ottawa.
Aufgrund einer Ligareform stellten das CWHL-Frauenteam 2010 den Spielbetrieb ein, während die Nachwuchsteams der Lady Senators weiter am Spielbetrieb in Ontario teilnehmen. Die Gründe für die Auflösung der ersten Mannschaft lagen vor allem in der Anzahl verfügbarer Spielerinnen im Großraum Ottawa, so dass das Team nur einmal in drei Jahren die Playoffs erreichte.

## Erfolge
- NWHL Eastern Division: 2002, 2006

## Saisonstatistik
| Saison  | Liga | Sp | S  | N  | U/OTN | T   | GT  | Punkte | Platzierung      | Play-offs                                   |
| ------- | ---- | -- | -- | -- | ----- | --- | --- | ------ | ---------------- | ------------------------------------------- |
| 1998/99 | NWHL | 34 | 9  | 19 | 6     | 61  | 114 | 24     | 3. Platz Eastern | 1. Runde                                    |
| 1999/00 | NWHL | 35 | 9  | 20 | 6     | 61  | 109 | 24     | 3. Platz Eastern | Playoffs verpasst                           |
| 2000/01 | NWHL | 40 | 11 | 25 | 4     | 78  | 150 | 26     | 3. Platz Eastern | Playoffs verpasst                           |
| 2001/02 | NWHL | 30 | 14 | 10 | 6     | 71  | 72  | 34     | 1. Platz Eastern | Meister (Eastern) Halbfinale (Championship) |
| 2002/03 | NWHL | 36 | 13 | 22 | 1     | 96  | 122 | 29     | 2. Platz Eastern | 1. Runde                                    |
| 2003/04 | NWHL | 36 | 9  | 23 | 4     | 85  | 144 | 22     | 2. Platz Eastern | 1. Runde                                    |
| 2004/05 | NWHL | 36 | 14 | 19 | 2     | 101 | 128 | 31     | 2. Platz Eastern | 1. Runde                                    |
| 2005/06 | NWHL | 36 | 21 | 11 | 4     | 122 | 77  | 49     | 1. Platz Eastern | 1. Runde                                    |
| 2006/07 | NWHL | 36 | 7  | 28 | 1     | 25  | 54  | 15     | 3. Platz Eastern | Playoffs verpasst                           |
| 2007/08 | CWHL | 30 | 8  | 19 | 3     | 58  | 99  | 19     | 2. Platz Eastern | 1. Runde                                    |
| 2008/09 | CWHL | 30 | 4  | 26 | 0     | 57  | 167 | 8      | 6. Platz         | Playoffs verpasst                           |
| 2009/10 | CWHL | 30 | 5  | 23 | 2     | 61  | 125 | 12     | 6. Platz         | Playoffs verpasst                           |

Legende zur Saisonstatistik: GP oder Sp = Spiele insgesamt; W oder S = Siege; L oder N = Niederlagen; T oder U = Unentschieden; OTS = Siege nach Verlängerung (Overtime);  OTN oder OL = Overtime-Niederlagen; SOS = Shootout-Siege; SOL oder SON = Shootout-Niederlagen; P oder Pkt = Punkte; Pct % = Siege in %; GF oder T = Tore; GA oder GT = Gegentore

## Bekannte ehemalige Spielerinnen
- Marie-France Morin
- Sara Seiler

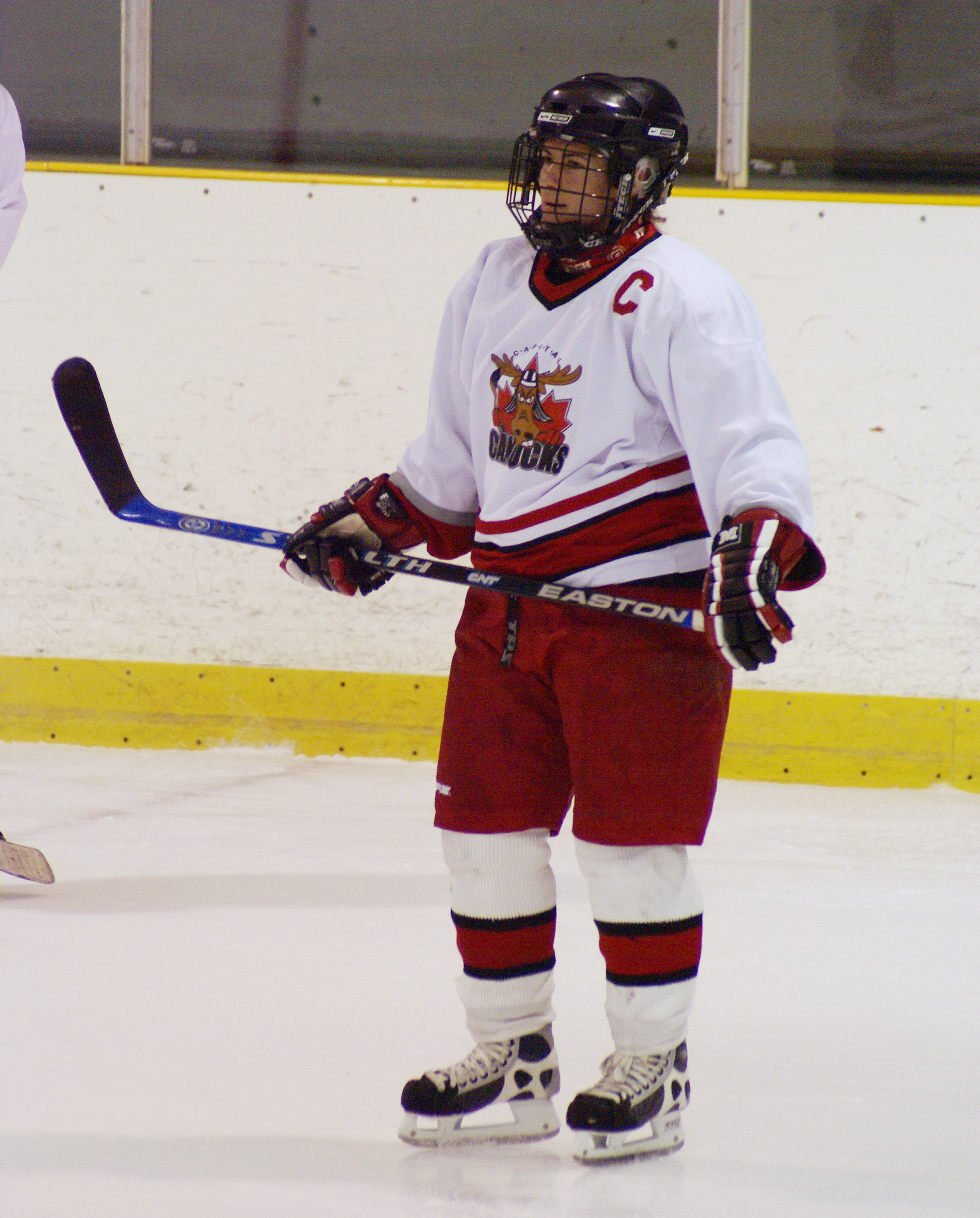
Katie Weatherston
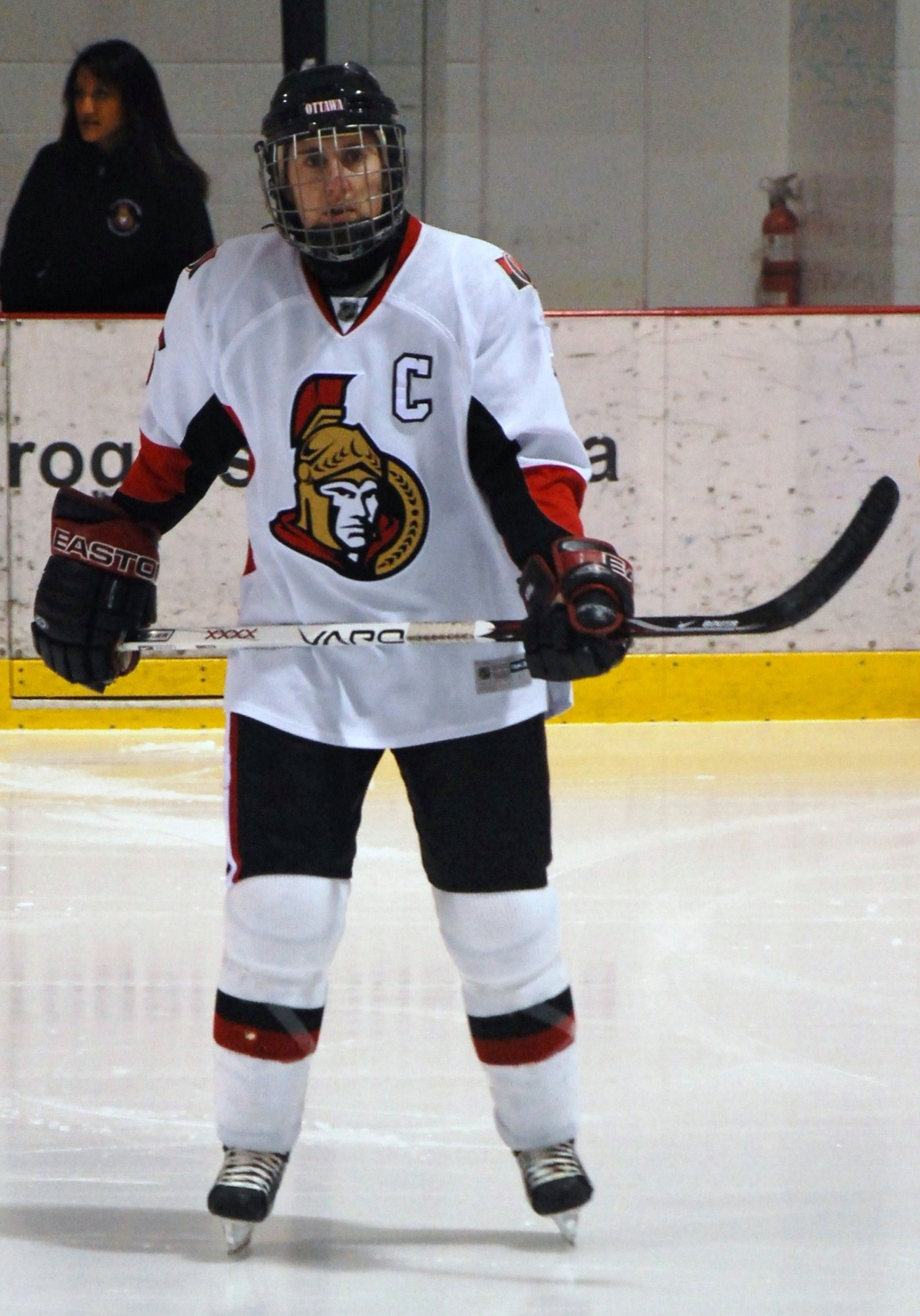
Lyne Landry
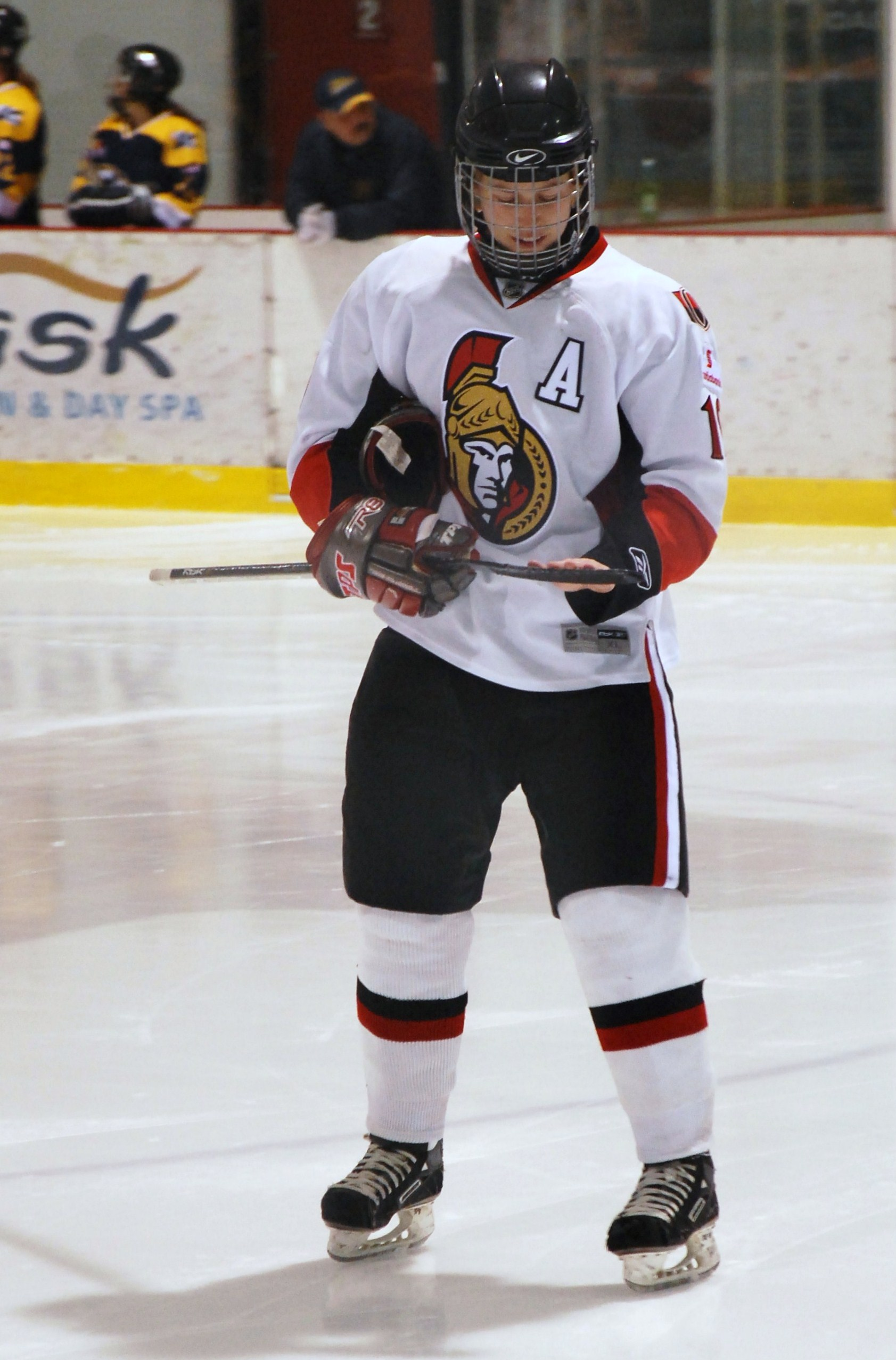
Monica Dupuis
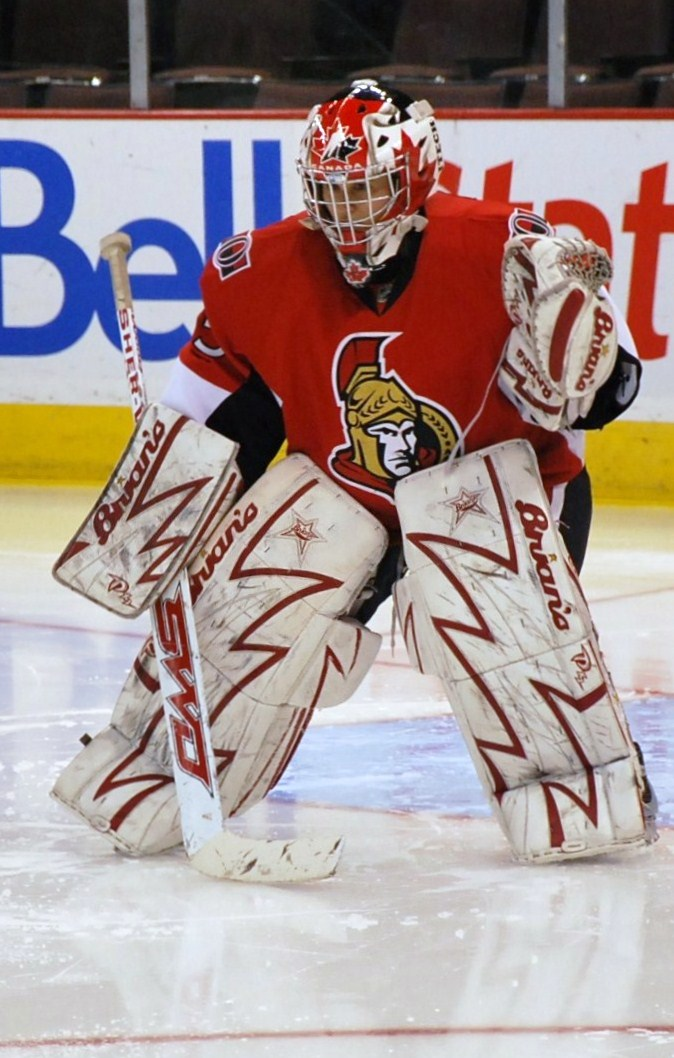
Robyn Rittmaster
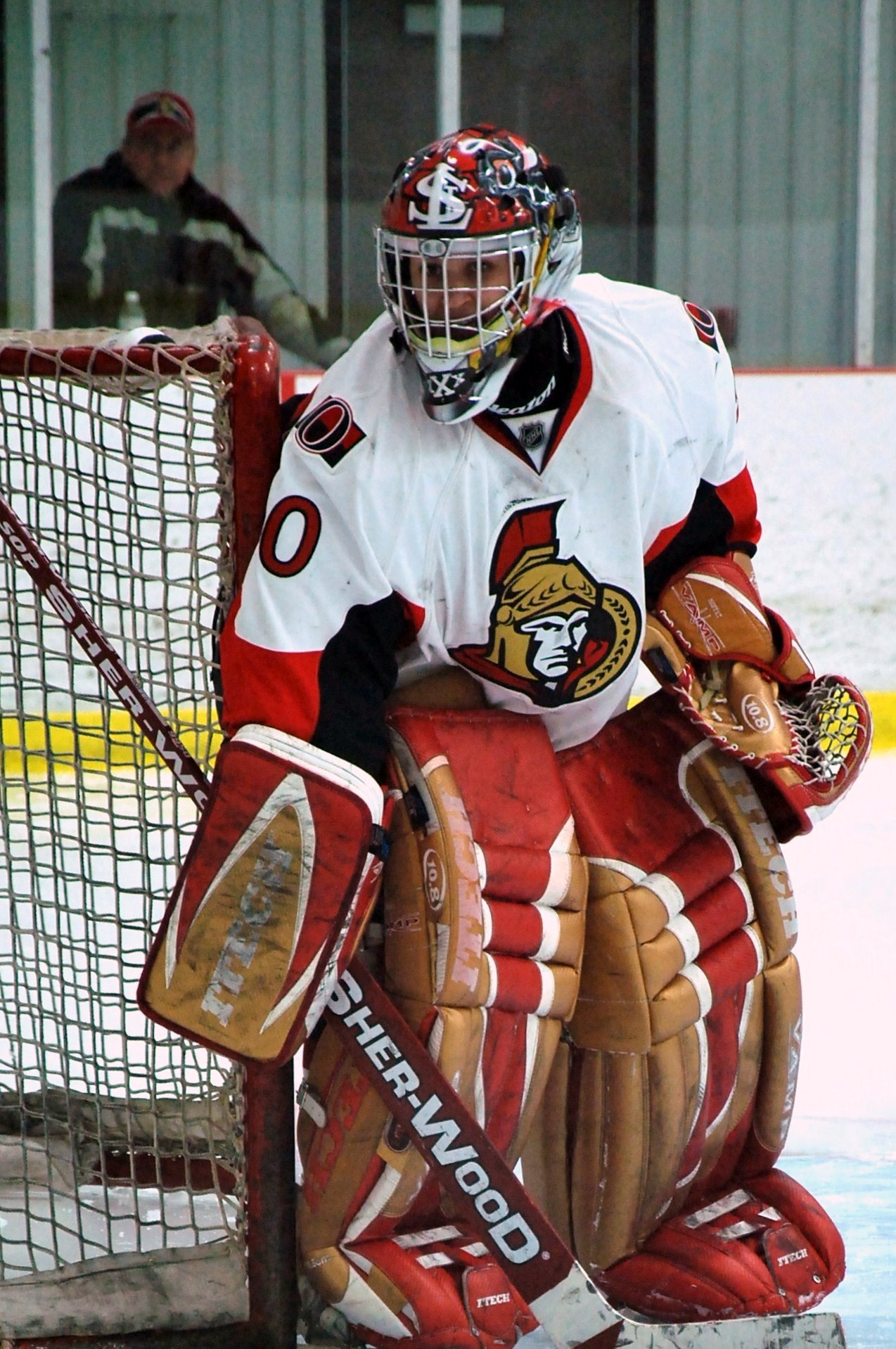
Jessica Moffatt
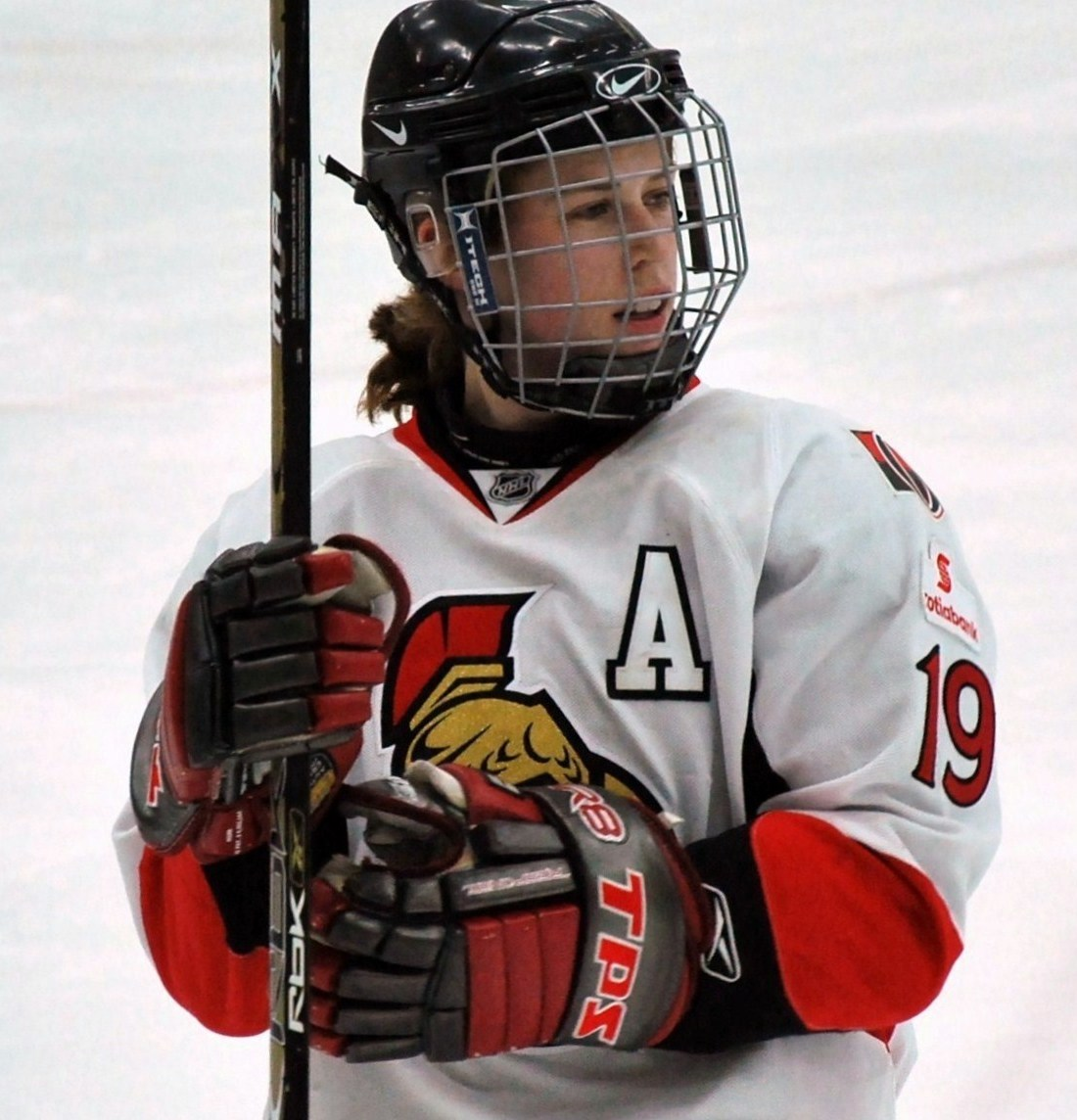
Monica Dupuis
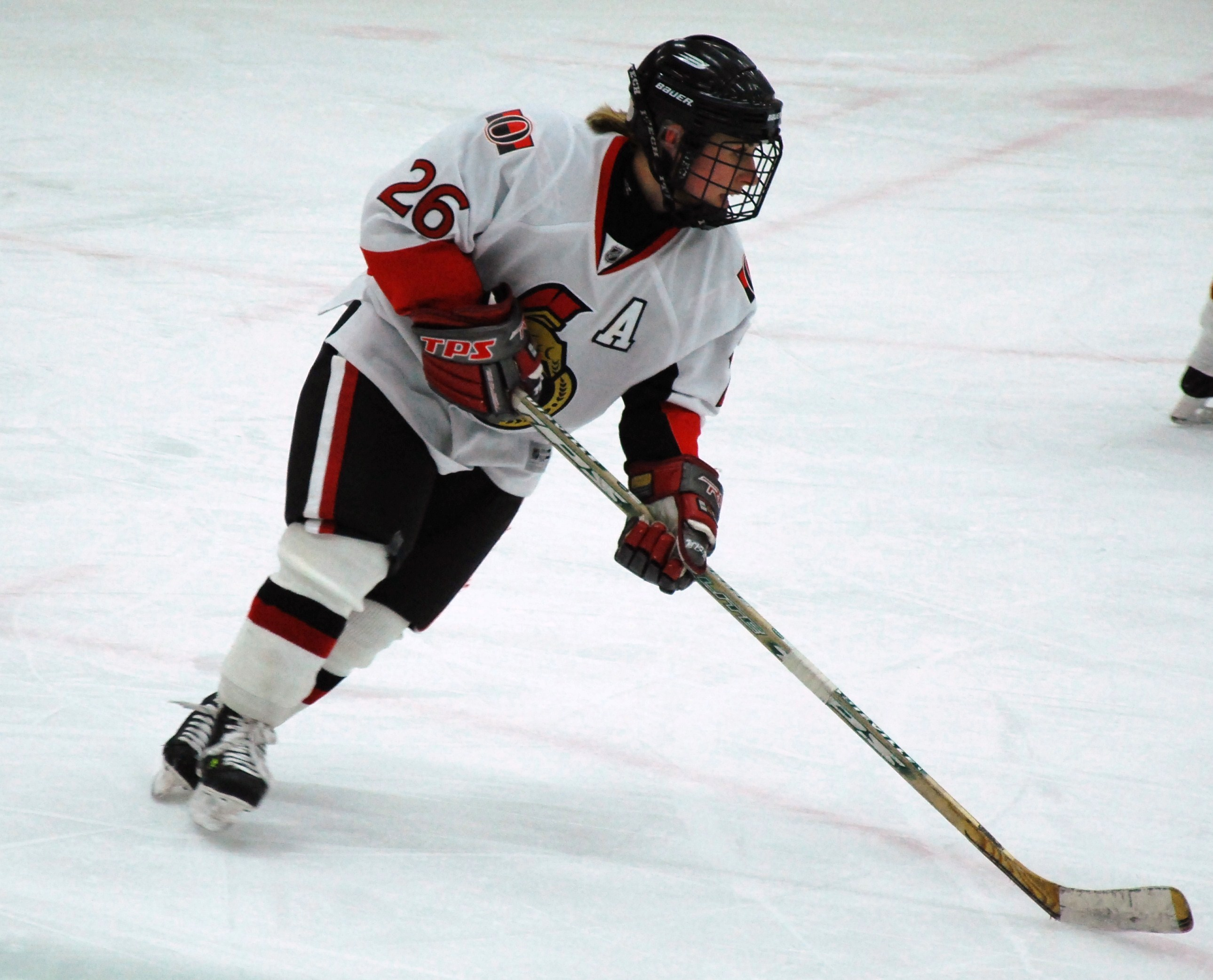
Kendra Antony
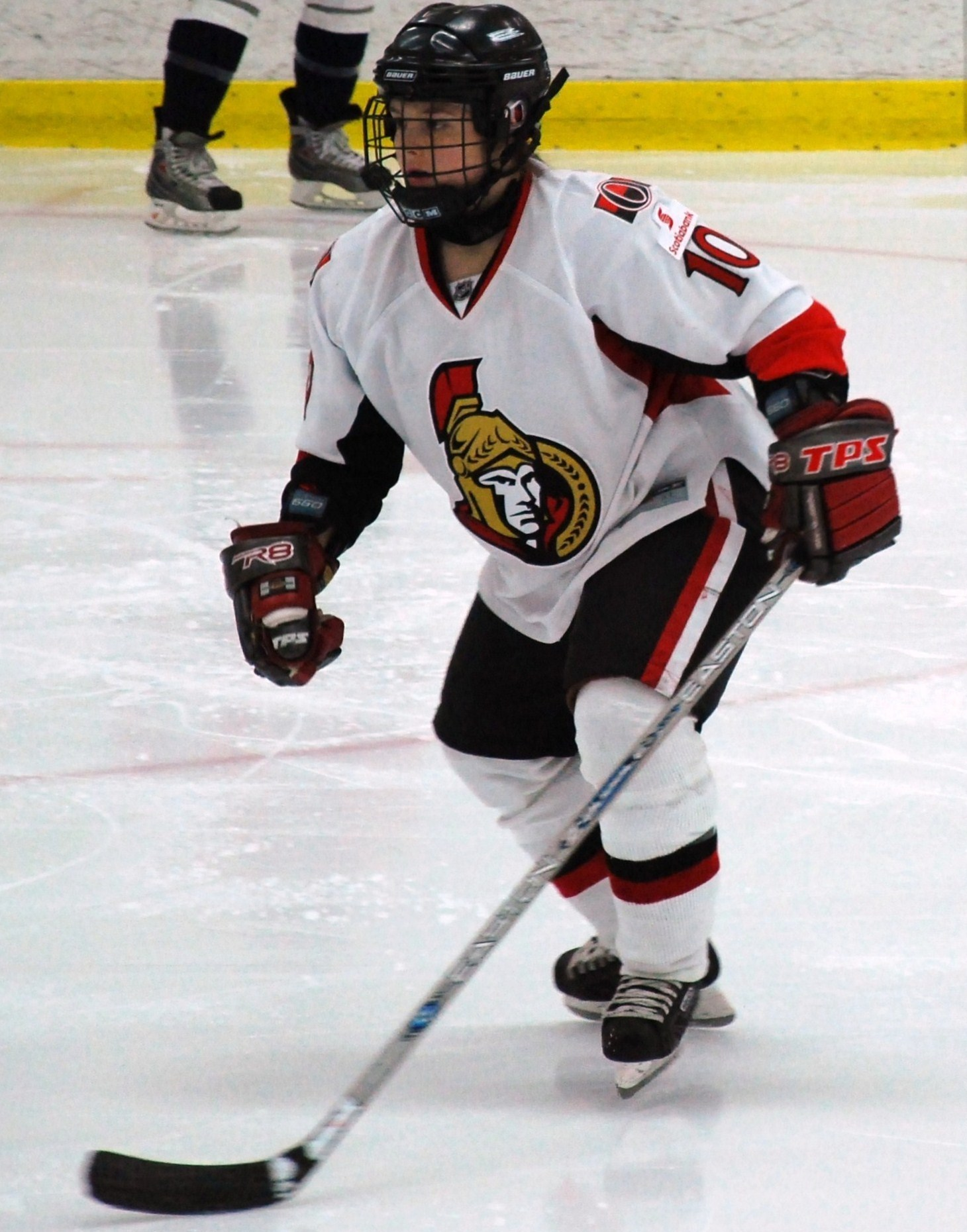
Christin Powers

- Katie Weatherston
- Lyne Landry
- Monica Dupuis
- Robyn Rittmaster
- Jessica Moffatt
- Monica Dupuis
- Kendra Antony
- Christin Powers